# Ayron
Ayron és un municipi francès situat al departament de la Viena i a la regió de la Nova Aquitània. L'any 2007 tenia 1.092 habitants.

## Demografia

### Població
El 2007 la població de fet d'Ayron era de 1.092 persones. Hi havia 437 famílies de les quals 113 eren unipersonals (39 homes vivint sols i 74 dones vivint soles), 148 parelles sense fills, 160 parelles amb fills i 16 famílies monoparentals amb fills.
La població ha evolucionat segons el següent gràfic:
Habitants censats

### Habitatges
El 2007 hi havia 511 habitatges, 445 eren l'habitatge principal de la família, 34 eren segones residències i 32 estaven desocupats. 472 eren cases i 20 eren apartaments. Dels 445 habitatges principals, 306 estaven ocupats pels seus propietaris, 138 estaven llogats i ocupats pels llogaters i 1 estava cedit a títol gratuït; 18 tenien una cambra, 13 en tenien dues, 61 en tenien tres, 143 en tenien quatre i 210 en tenien cinc o més. 333 habitatges disposaven pel capbaix d'una plaça de pàrquing. A 188 habitatges hi havia un automòbil i a 206 n'hi havia dos o més.

### Piràmide de població
La piràmide de població per edats i sexe el 2009 era:
| Homes | Edats   | Dones |
| ----- | ------- | ----- |
| 0     | 95 o +  | 4     |
| 0     | 90 a 94 | 0     |
| 4     | 85 a 89 | 4     |
| 4     | 80 a 84 | 16    |
| 8     | 75 a 79 | 20    |
| 28    | 70 a 74 | 32    |
| 28    | 65 a 69 | 36    |
| 24    | 60 a 64 | 20    |
| 8     | 55 a 59 | 8     |
| 40    | 50 a 54 | 36    |
| 36    | 45 a 49 | 28    |
| 48    | 40 a 44 | 52    |
| 44    | 35 a 39 | 40    |
| 24    | 30 a 34 | 28    |
| 24    | 25 a 29 | 32    |
| 28    | 20 a 24 | 24    |
| 56    | 15 a 19 | 56    |
| 32    | 10 a 14 | 24    |
| 32    | 5 a 9   | 20    |
| 32    | 0 a 4   | 32    |

## Economia
El 2007 la població en edat de treballar era de 675 persones, 534 eren actives i 141 eren inactives. De les 534 persones actives 497 estaven ocupades (270 homes i 227 dones) i 38 estaven aturades (17 homes i 21 dones). De les 141 persones inactives 60 estaven jubilades, 34 estaven estudiant i 47 estaven classificades com a «altres inactius».

### Ingressos
El 2009 a Ayron hi havia 449 unitats fiscals que integraven 1.113,5 persones, la mediana anual d'ingressos fiscals per persona era de 16.395 €.

### Activitats econòmiques
Dels 39 establiments que hi havia el 2007, 2 eren d'empreses alimentàries, 4 d'empreses de fabricació d'altres productes industrials, 10 d'empreses de construcció, 7 d'empreses de comerç i reparació d'automòbils, 4 d'empreses de transport, 3 d'empreses d'hostatgeria i restauració, 3 d'empreses immobiliàries, 2 d'empreses de serveis, 3 d'entitats de l'administració pública i 1 d'una empresa classificada com a «altres activitats de serveis».
Dels 10 establiments de servei als particulars que hi havia el 2009, 1 era una oficina de correu, 1 funerària, 1 taller de reparació d'automòbils i de material agrícola, 2 paletes, 3 lampisteries, 1 electricista i 1 perruqueria.
Dels 3 establiments comercials que hi havia el 2009, 1 era una botiga de menys de 120 m², 1 una fleca i 1 una carnisseria.
L'any 2000 a Ayron hi havia 34 explotacions agrícoles que ocupaven un total de 2.120 hectàrees.

## Equipaments sanitaris i escolars
L'únic equipament sanitari que hi havia el 2009 era una farmàcia.
El 2009 hi havia 1 escola elemental i 1 escola elemental integrada dins d'un grup escolar amb les comunes properes formant una escola dispersa.

## Poblacions més properes
El següent diagrama mostra les poblacions més properes.